# Petr Straka
Petr Straka, född 15 juni 1992, är en tjeckisk professionell ishockeyspelare som tillhör NHL-organisationen Philadelphia Flyers och spelar för deras primära samarbetspartner Lehigh Valley Phantoms i American Hockey League (AHL). Han har tidigare spelat på lägre nivåer för Adirondack Phantoms i AHL och Océanic de Rimouski och Drakkar de Baie-Comeau i Ligue de hockey junior majeur du Québec (LHJMQ).
Straka draftades i andra rundan i 2010 års draft av Columbus Blue Jackets som 55:e spelare totalt.

## Statistik
| 2009–2010    | Océanic de Rimouski    | LHJMQ        | 62  | 28 | 36  | 64  | 54  | 12 | 5  | 9  | 14 | 10 |
| 2010–2011    | Océanic de Rimouski    | LHJMQ        | 41  | 10 | 15  | 25  | 33  | 5  | 2  | 2  | 4  | 0  |
| 2011–2012    | Océanic de Rimouski    | LHJMQ        | 54  | 18 | 19  | 37  | 41  | 21 | 10 | 12 | 22 | 6  |
| 2012–2013    | Drakkar de Baie-Comeau | LHJMQ        | 55  | 41 | 41  | 82  | 34  | 19 | 11 | 14 | 25 | 12 |
| 2013–2014    | Adirondack Phantoms    | AHL          | 60  | 9  | 18  | 27  | 22  | —  | —  | —  | —  | —  |
| 2014–2015    | Philadelphia Flyers    | NHL          | 3   | 0  | 2   | 2   | 0   | —  | —  | —  | —  | —  |
|              | Lehigh Valley Phantoms | AHL          | 39  | 11 | 6   | 17  | 18  | —  | —  | —  | —  | —  |
| NHL totalt   | NHL totalt             | NHL totalt   | 3   | 0  | 2   | 2   | 0   | —  | —  | —  | —  | —  |
| AHL totalt   | AHL totalt             | AHL totalt   | 99  | 20 | 24  | 44  | 40  | —  | —  | —  | —  | —  |
| LHJMQ totalt | LHJMQ totalt           | LHJMQ totalt | 212 | 97 | 111 | 208 | 162 | 57 | 28 | 37 | 65 | 28 |